# Ctenoplusia aurisuta
Ctenoplusia aurisuta är en fjärilsart som beskrevs av Claude Dufay 1968. Ctenoplusia aurisuta ingår i släktet Ctenoplusia och familjen nattflyn. Inga underarter finns listade i Catalogue of Life.